# Titulares da Notícia
Os Titulares da Notícia foi o telejornal apresentado do dia 15 de maio de 1967, até 11 de outubro de 1977 na TV Bandeirantes, hoje Rede Bandeirantes, nome do mesmo programa de mesmo nome que já fazia sucesso na Rádio Bandeirantes.
O noticiário marcou época, e era apresentado por jornalistas de peso como Maurício Loureiro Gama (primeiro apresentador de telejornal da América Latina), Vicente Leporace, Salomão Ésper, Murilo Antunes Alves, Júlio Lerner, Branca Ribeiro, Lourdes Rocha e depois José Paulo de Andrade.
No dia 11 de outubro de 1977 encerrou na grade do programação, passando seu lugar para o Jornal da Band.